# Метт Мітчелл (тенісист)
Метт Мітчелл (англ. Matt Mitchell; нар. 16 березня 1957) — колишній американський тенісист.
Найвищу одиночну позицію світового рейтингу — 53 місце досяг 2 січня 1985, парну — 30 місце — 8 жовтня 1984 року.
Здобув 1 одиночний та 7 парних титулів.
Найвищим досягненням на турнірах Великого шолома був півфінал в парному розряді.
Завершив кар'єру 1990 року.

## Фінали за кар'єру

### Одиночний розряд:1–1
| Результат | W/L | Дата     | Турнір              | Покриття  | Суперник     | Рахунок       |
| --------- | --- | -------- | ------------------- | --------- | ------------ | ------------- |
| Поразка   | 0–1 | Сер 1983 | Клівленд, США       | Тверде    | Мартін Девіс | 3–6, 2–6      |
| Перемога  | 1–1 | Жов 1984 | Мельбурн, Австралія | Килим (i) | Пет Кеш      | 6–4, 3–6, 6–2 |

### Парний розряд:7–3
| Результат | W/L | Дата     | Турнір                  | Покриття  | Партнер              | Суперники                         | Рахунок       |
| --------- | --- | -------- | ----------------------- | --------- | -------------------- | --------------------------------- | ------------- |
| Перемога  | 1–0 | Жов 1980 | Брисбен, Австралія      | Трава     | Джон Макінрой        | Філ Дент Род Фролі                | 8–6           |
| Перемога  | 2–0 | Жов 1981 | Мауї, США               | Тверде    | Тоні Грем (тенісист) | Джон Александер Джеймс Ділейні    | 6–3, 3–6, 7–6 |
| Поразка   | 2–1 | Сер 1982 | Клівленд, США           | Тверде    | Крейг Віттус         | Віктор Амая Генк Пфістер          | 4–6, 6–7      |
| Перемога  | 3–1 | Жов 1982 | Мельбурн, Австралія     | Трава     | Франсіско Гонсалес   | Сід Болл Род Фролі                | 7–6, 7–6      |
| Поразка   | 3–2 | Сер 1983 | Клівленд, США           | Тверде    | Франсіско Гонсалес   | Майк Мібург Хрісто ван Ренсбург   | 6–7, 5–7      |
| Перемога  | 4–2 | Сер 1984 | Клівленд, США           | Тверде    | Франсіско Гонсалес   | Мартін Девіс Кріс Данк            | 7–6, 7–5      |
| Перемога  | 5–2 | Сер 1984 | Мастерс Цинциннаті, США | Тверде    | Франсіско Гонсалес   | Сенді Меєр Балаж Тароці           | 4–6, 6–3, 7–6 |
| Перемога  | 6–2 | Жов 1984 | Брисбен, Австралія      | Килим (i) | Франсіско Гонсалес   | Бродерік Дайк Веллі Месур         | 6–7, 6–2, 7–5 |
| Перемога  | 7–2 | Жов 1985 | Мельбурн, Австралія     | Килим (i) | Бред Дрюетт          | Девід Доулен Ндука Одізор         | 4–6, 7–6, 6–4 |
| Поразка   | 7–3 | Бер 1986 | Роттердам, Нідерланди   | Килим (i) | Войцех Фібак         | Стефан Едберг Слободан Живоїнович | 6–2, 3–6, 2–6 |